# Hektaraufwand
Der Hektaraufwand, angegeben in kg/ha oder l/ha, ist jene Menge eines Pflanzenschutzmittels, welche die Kulturpflanzen gegen Krankheits- und Schädlingsbefall schützen, oder eine unerwünschte Entwicklung von Beikräuter oder -gräser verhindern soll. Der Hektaraufwand – der Bezug liegt hier bei der Grundfläche – ist die heute gängige Angabe der notwendigen Pflanzenschutzmittelmenge zum Schutz einer landwirtschaftlichen Kultur. Die vom Anfang des Pflanzenschutzes mit Pflanzenschutzmitteln angewendete „Konzentrationsangabe in Prozent der Spritzflüssigkeit“ findet nur mehr in bestimmten Fällen Anwendung und zwar wenn dies der wirksame Anteil des Pflanzenschutzmittel, wie zum Beispiel bei Pflanzenschutzölen bei der Austriebsspritzung, erfordert.
Die Angabe eines Hektaraufwandes für eine Raumkultur bringt Probleme mit sich, sodass eine Umstellung auf die Angabe in kg oder l Laubwandfläche erfolgt.

## Flächen- und Raumkulturen
Landwirtschaftlichen Kulturflächen wie zum Beispiel Getreide, sind Flächenkulturen. Hier wird der Hektaraufwand auf die ebene Fläche (entspricht der Grundfläche) mit geeigneten Geräten ausgebracht. Wein- und Obstanlagen sind hingegen Raumkulturen. Hier bringt die Verteilung der Hektaraufwandmenge Probleme dahingegen, dass die zu behandelnde Laubwandfläche im Zuge der Jahresentwicklung unterschiedlich groß ist.

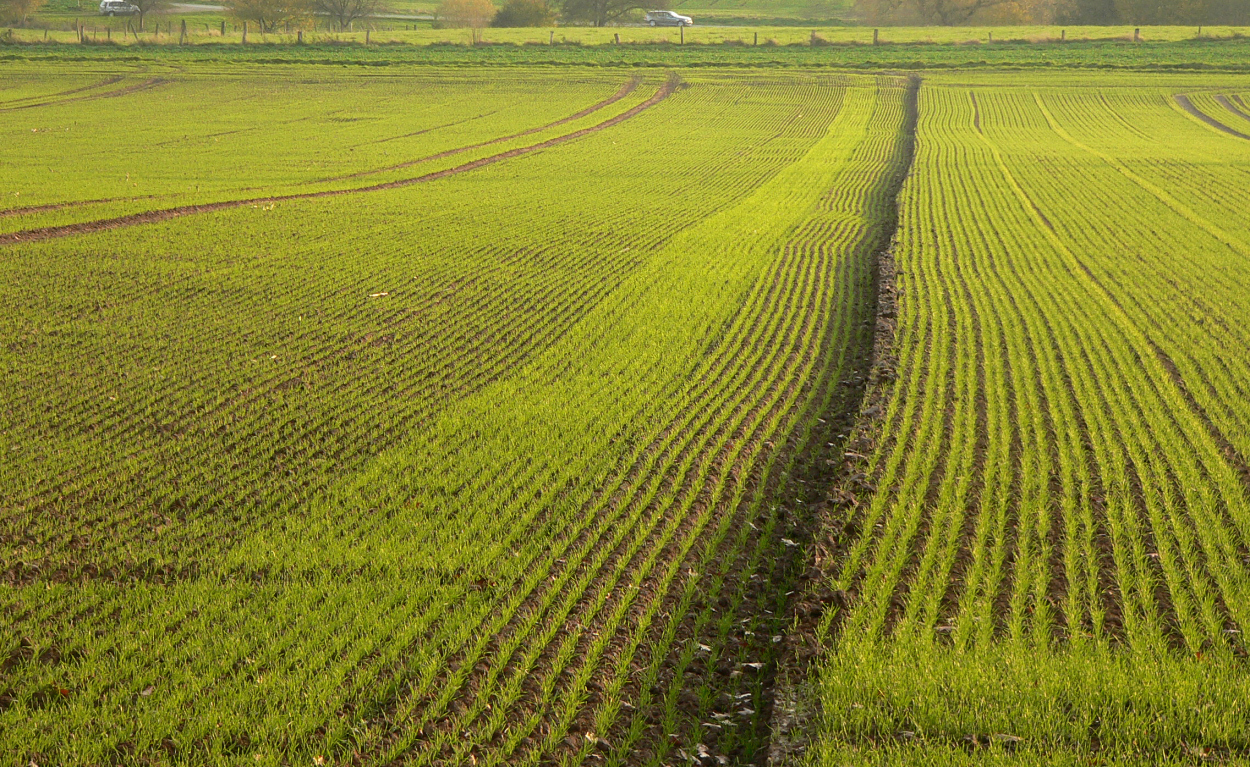
Flächenkultur – Wintergetreide im Herbst.
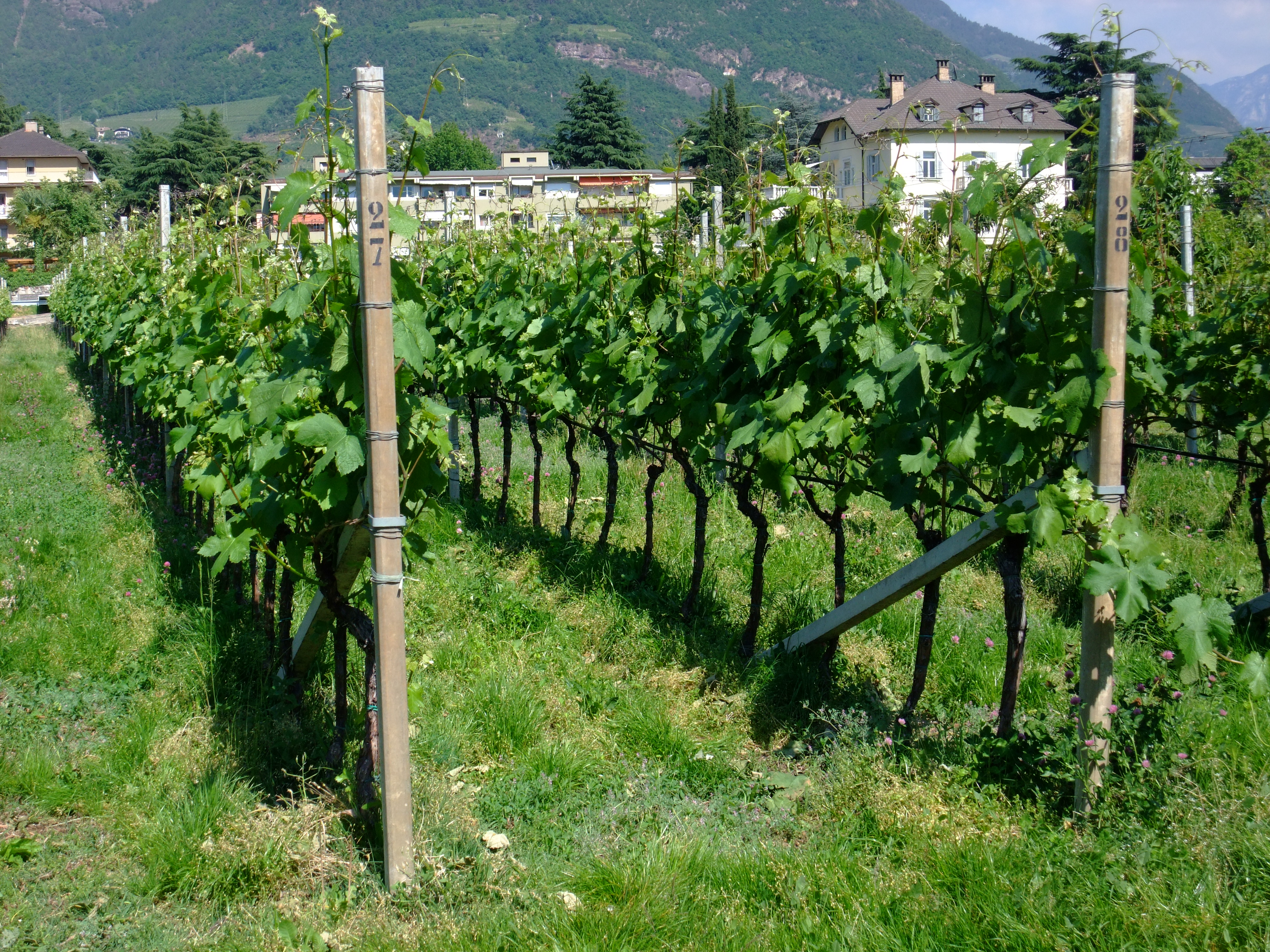
Raumkultur – Spaliererziehung in Südtirol.
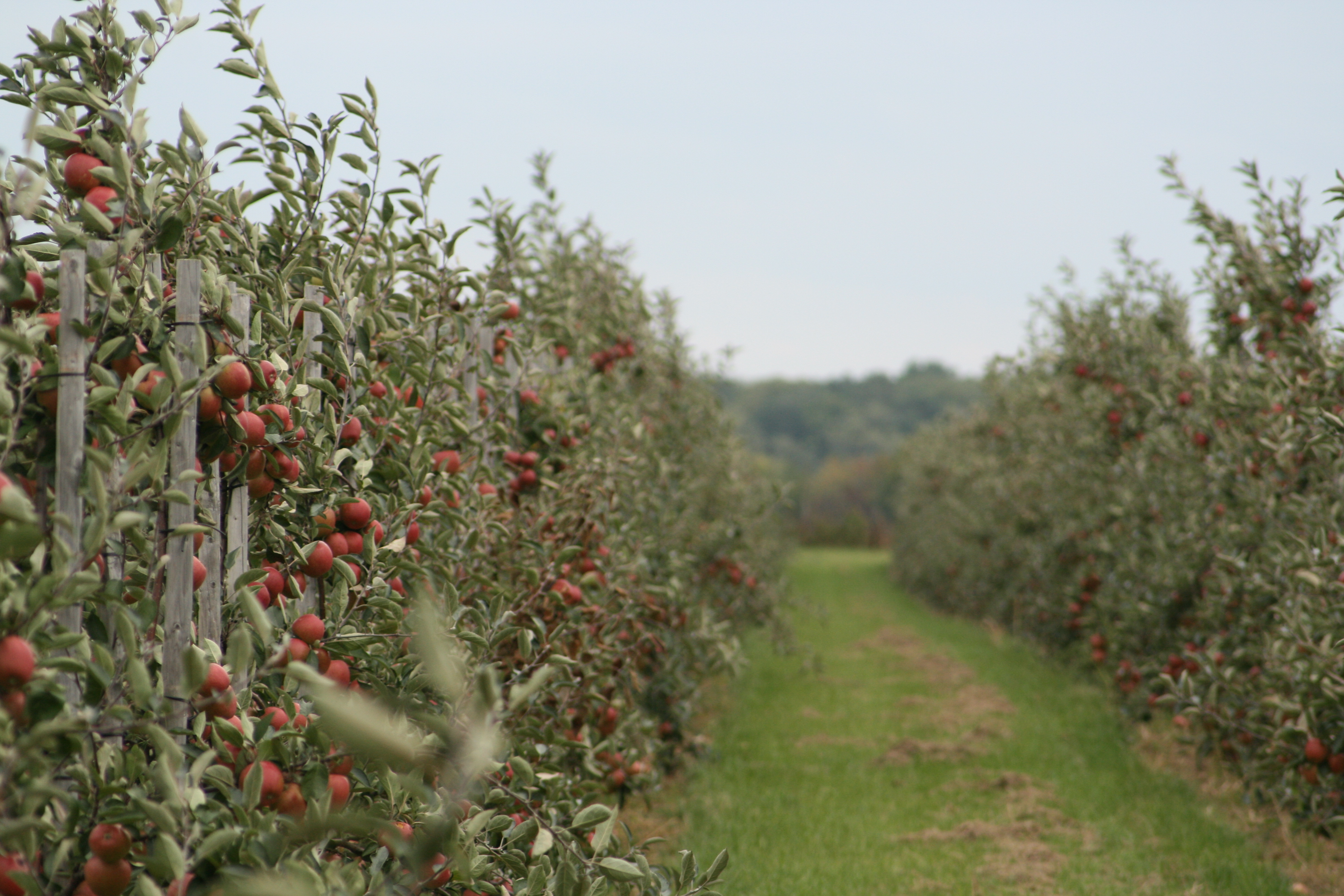
Raumkultur – Apfelplantage.
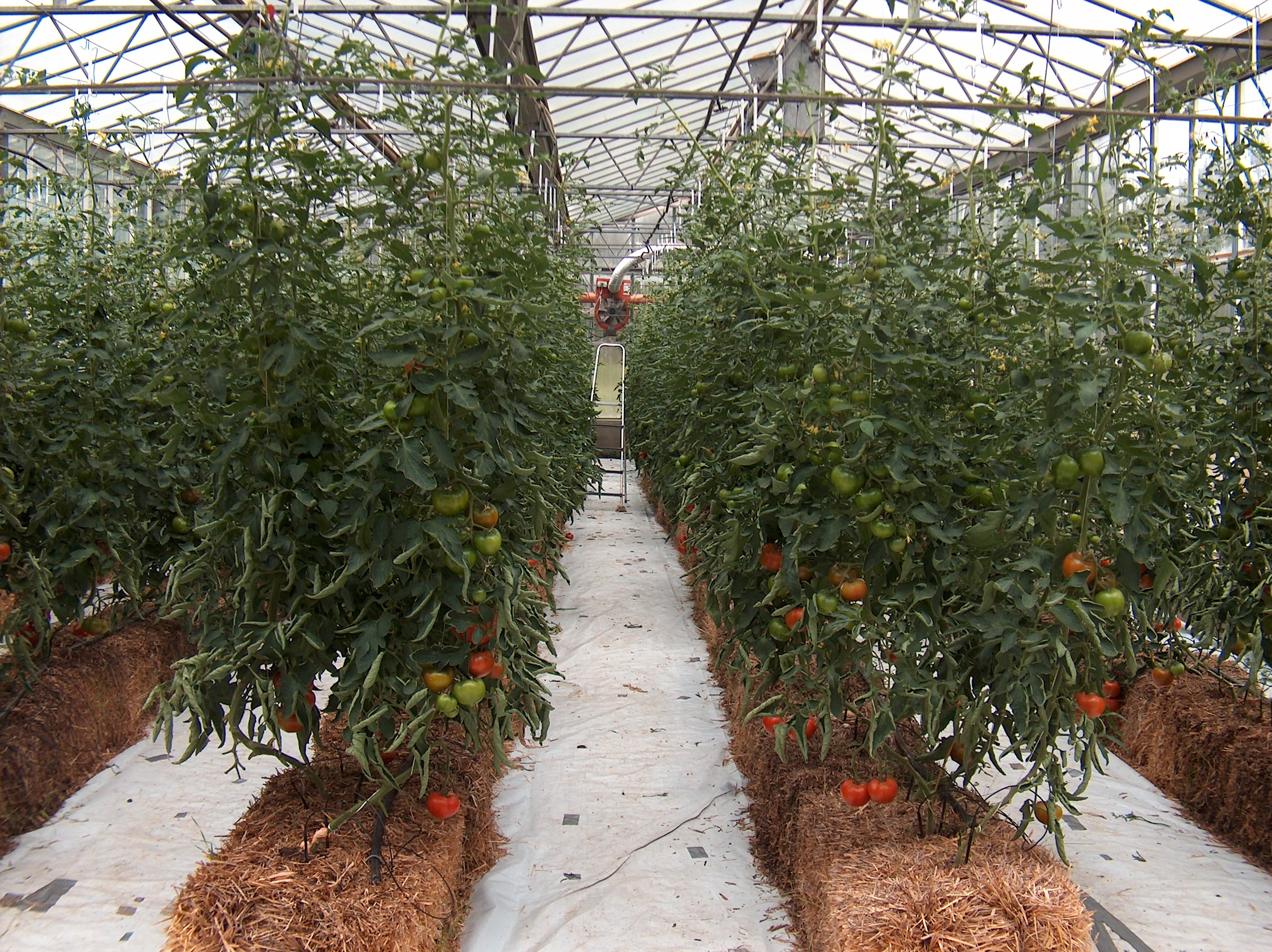
Raumkultur – Tomatenkultur.

## Hektarangaben für Raumkulturen – Wein- und Obstanlagen
Laut den Anwendungsbestimmungen sind nach dem jeweiligen BBCH-Skala für Weinreben steigende Aufwandmengen/ha zugelassen bzw. festgelegt. Damit bleibt der Wirkstoffgehalt pro Flächeneinheit Laubfläche in etwa gleich. Die Hektarmengen sind lt. Registrierungsbestimmungen Hektarhöchstmengen zu einer bestimmten BBCH-Skala für Weinreben und dürfen zu diesem Stadium nicht überschritten werden. Die Hektaraufwandmenge wird mit der Wassermenge (in der Regel 400–800 l Wasser/ha) des gewählten Applikationsverfahren (Ausbringverfahren), ungeachtet von der entstehenden Konzentration, ausgebracht. Die Menge an Wirkstoff pro Blattfläche und nicht die Konzentration der Spritzbrühe (mit Ausnahme einiger Präparate) ist für die Wirksamkeit ausschlaggebend.

### Hektaraufwandangaben in Österreich

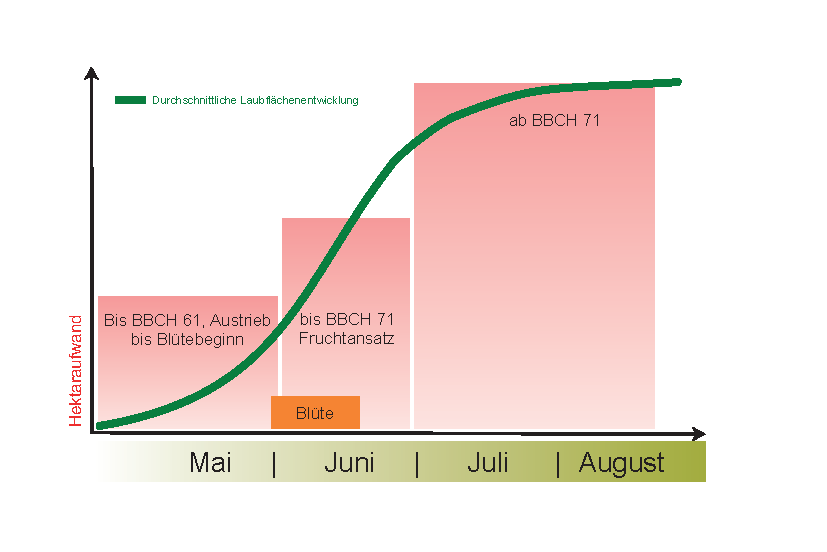
Grafische Darstellung des Hektaraufwandes eines Pflanzenschutzmittels in Abhängigkeit von den Entwicklungsstufen. In Österreich 3 und Deutschland 4)

Heute enthält der Großteil registrierter Pflanzenschutzmittel einen Hektaraufwand in kg oder l/ha. Ergänzend dazu werden für Weinreben in Abhängigkeit von der BBCH-Skala maximal zulässige Aufwandmengen angegeben.
| BBCH-Skala für Weinreben                                                   | Aufwandmenge kg oder l/ha |
| -------------------------------------------------------------------------- | ------------------------- |
| von Stadium 15 (5 Laubblätter entfaltet) bis Stadium 61 (Beginn der Blüte) | 0,47–1,25                 |
| bis Stadium 71 (Fruchtansatz)                                              | 0,78–1,88                 |
| von Stadium 71 (Fruchtansatz)                                              | 1,25–2,5                  |

Der Hektaraufwand (Berechnungsbasis 1000 Liter Wasser/ha) ist für die in Österreich hauptsächlich verbreiteten Reihenentfernungen von 2,8–3,3 m ausgerichtet. Bei engeren Reihenabständen von 2–2,5 m Reihenabstand, vergrößert sich die zu schützende Laubwandfläche (auch die Lauboberfläche). Deshalb muss der Hektaraufwand entsprechend angehoben werden. Laut den Zulassungsbestimmungen ist dies aber nicht möglich, da der maximale Hektaraufwand nicht überschritten werden darf. Der Hektaraufwand ergibt sich aus der Risikobewertung im Zulassungsverfahren und gilt in allen Bewertungsschritten als Obergrenze.

### Hektaraufwandsangaben in Deutschland
Seit den 1980er Jahren wird die Aufwandmenge für Pflanzenschutzmittel im Weinbau in kg/ha Grundfläche angegeben. In Deutschland wird mit der Zulassung ein Basisaufwand (kg/ha) festgesetzt, der dann über eine Faktorstaffelung (1 bis 4) stadienbezogen erhöht wird. Damit soll eine Anpassung der ha-Aufwandmenge an den Bestandeszuwachs erreicht werden.
Grundlage zur Berechnung dient der Basisaufwand (kg bzw. l/ha), der in der Regel auf die erste Vorblütebehandlung bezogen wird. Dieser wird im Verlauf der Vegetationsperiode an das Entwicklungsstadium der Rebe und die damit verbundene Vergrößerung der Zielfläche, angepasst. Der Basisaufwand wird je nach Entwicklungsstadium mit einem Faktor zwischen 1,5 und 4 multipliziert. Die errechneten Mittelmengen werden in die auszubringende Wassermenge eingerührt und ausgebracht.
Die in der Tabelle angegebenen Werte beziehen sich auf Normalanlagen mittlerer Wüchsigkeit mit ca. 1,6 bis 2,0 m Reihenabstand. Bei deutlich breiteren Reihenabständen können anteilige Abschläge zu diesen Werten gemacht werden.
| BBCH-Skala für Weinreben         | 00 – 09           | 11 – 16     | 17 – 61        | 68 – 69         | 71           | 73 – 75                                      | 75 – 81                                      |
| -------------------------------- | ----------------- | ----------- | -------------- | --------------- | ------------ | -------------------------------------------- | -------------------------------------------- |
| Behandlungstermine               | Winter / Austrieb | 1. Vorblüte | ab 2. Vorblüte | abgehende Blüte | 2. Nachblüte | ab 3. Nachblüte, je nach Dichte der Laubwand | ab 3. Nachblüte, je nach Dichte der Laubwand |
| Basisaufwand (kg bzw. l/ha)      | x 1               | x 1         | x 1,5 bis 2    | x 2,5           | x 3          | x 3,5 bis 4                                  | x 4                                          |
| empfohlener Wasseraufwand (l/ha) | 100 – 400         | 100 – 400   | 200 – 800      | 250 – 800       | 300 – 800    | 400 – 800                                    | 400 – 800                                    |

## Problematik

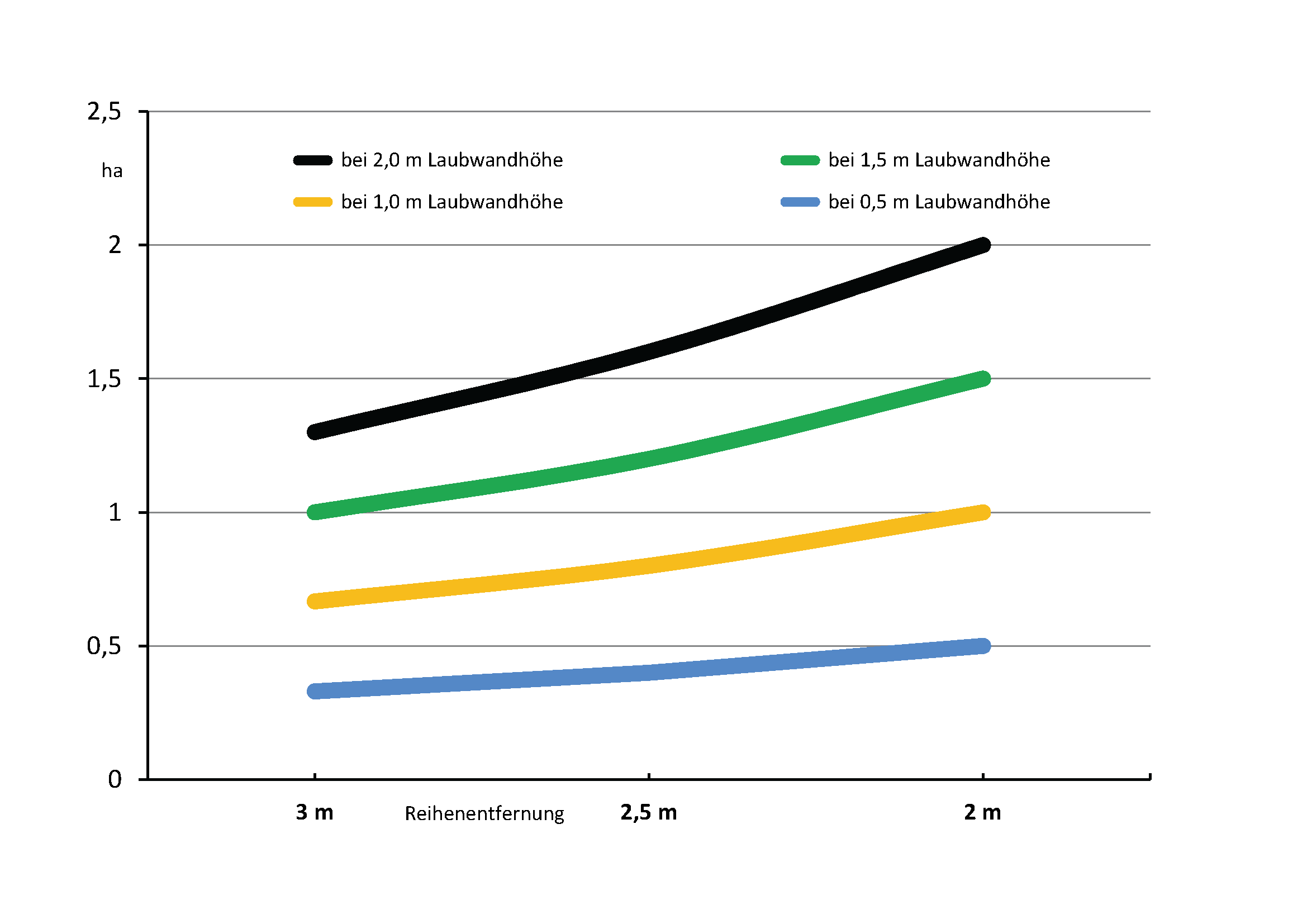
Laubwandflächenentwicklung in Abhängigkeit von unterschiedlicher Laubwandhöhen und Reihenentfernungen.

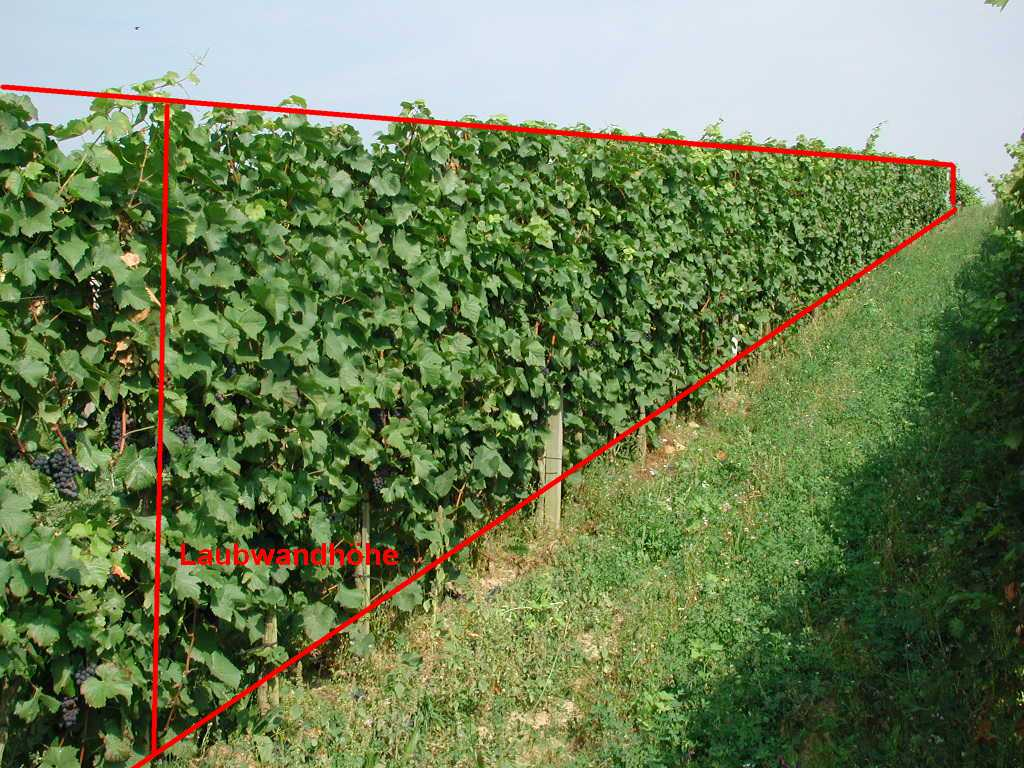
Hohe Laubwandfläche einer Hochkultur.

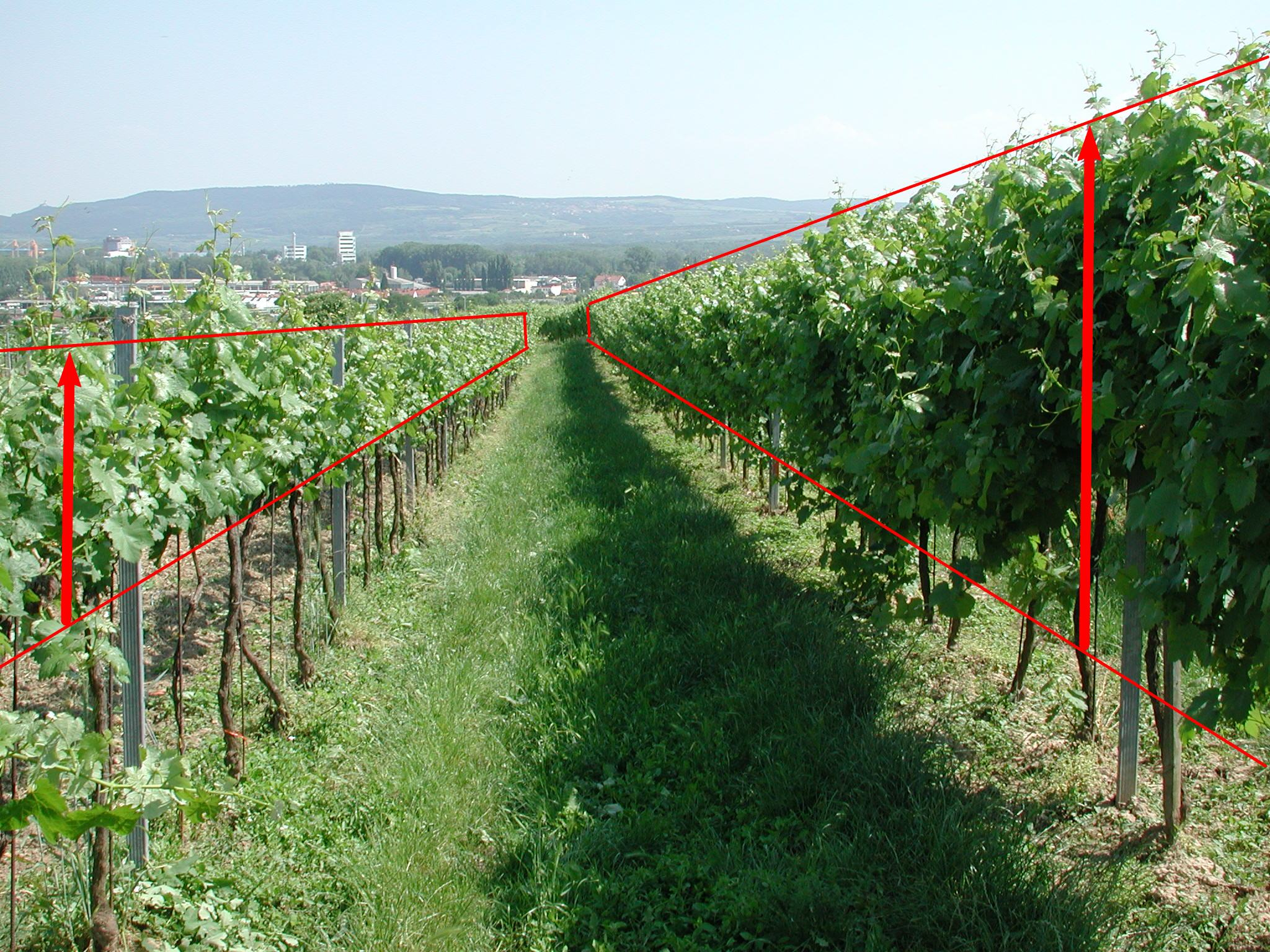
Laubwandflächenunterschied von zwei unterschiedlichen Erziehungssystemen zur gleichen Entwicklungszeit.

Es zeigt sich, dass die Angabe als Hektaraufwand aus Sicht von Zulassung und besonders von der Praxis Raumkulturen nicht mehr den Anforderungen entspricht. Derzeit wird eine feste Aufwandmenge je Hektar Rebfläche im bestimmten Entwicklungsstadium vorgeschrieben. Sie wird ausgedrückt in kg/ha und darf nicht überschritten werden, weil diese ha-Aufwandmenge in der Risikobewertung im Zulassungsverfahren in alle Bewertungsschritte als Obergrenze eingeht. Die festgelegte maximale Hektaraufwandmenge gilt unabhängig von Unterschieden bei den Erziehungssystemen. Unterschiedliche Erziehungssysteme erfordern, dass das Pflanzenschutzgerät entsprechend neu eingestellt werden muss. Unterschiedliche Reihenabstände ergeben unterschiedliche Zeilenlänge/ha und damit unterschiedliche Fahrzeiten je ha. Bei unveränderter Einstellung wird natürlich bei längerer Fahrzeit mehr Spritzflüssigkeit je ha ausgebracht. Auch die Entwicklungsstadien der Rebsorten sind verschieden und können nur unzureichend berücksichtigt werden.

## Vorschau
Der Hektaraufwand wird bei zukünftigen Registrierungen von Pflanzenschutzmitteln für den Wein- und Obstbau umgestellt auf die Dosis je ha Laubwandfläche (Leaf Wall Area, LWA). Wie die Angaben in der Umstellungsphase erfolgen, ist noch nicht festgelegt.